# Zahira Berrezouga
Zahira Berrezouga (Rivoli, 13 maggio 1976) è un'attrice italiana di televisione e teatro, di origine tunisina.
Dal 2004 al 2015 ha interpretato il personaggio di Strega Varana alla Melevisione su Rai 3 e Rai YoYo.

## Biografia
Si forma artisticamente a Moncalieri e Torino, tra il 1997 e il 2002, studiando dal doppiaggio alla recitazione teatrale, passando per la danza e il canto. Nel frattempo partecipa a spettacoli di teatro per ragazzi e realizza svariati laboratori teatrali nelle scuole. Nel 2002 fonda assieme ad altri attori l'associazione Officina per la scena che mette in scena Don Juan di Molière e Il Pellicano di Strindberg.
Nel 2003 con il Laboratorio Permanente sulla Commedia dell'Arte, nato dalla collaborazione tra Santibriganti Teatro e Teatro del Frizzio, partecipa alla produzione La commedia della pazzia che viene ospitata al Festival Europeo di Tarragona e a quello di Avignone. Un anno viene dopo assunta in Rai per interpretare il personaggio della malvagia Strega Varana nella popolare trasmissione per bambini Melevisione, ruolo che interpreta fino alla conclusione della stessa nel 2015. Nel corso degli anni, Berrezouga prese parte anche agli spettacoli teatrali su pièce originale realizzati dagli autori della Melevisione e portati in tournée in tutta Italia.

## Filmografia

### Cinema
- Valzer, regia di Salvatore Maira (2007)
- Tutti contro tutti, regia di Rolando Ravello (2013)
- L'equilibrista con la stella, regia di Davide Campagna (2021)
- E noi come stronzi rimanemmo a guardare, regia di Pif (2021)

### Televisione
- Melevisione, regia di Pierluigi Pantini (2004-2015)
- Fuoriclasse, regia di Riccardo Donna (2013-2014)